# Donnay

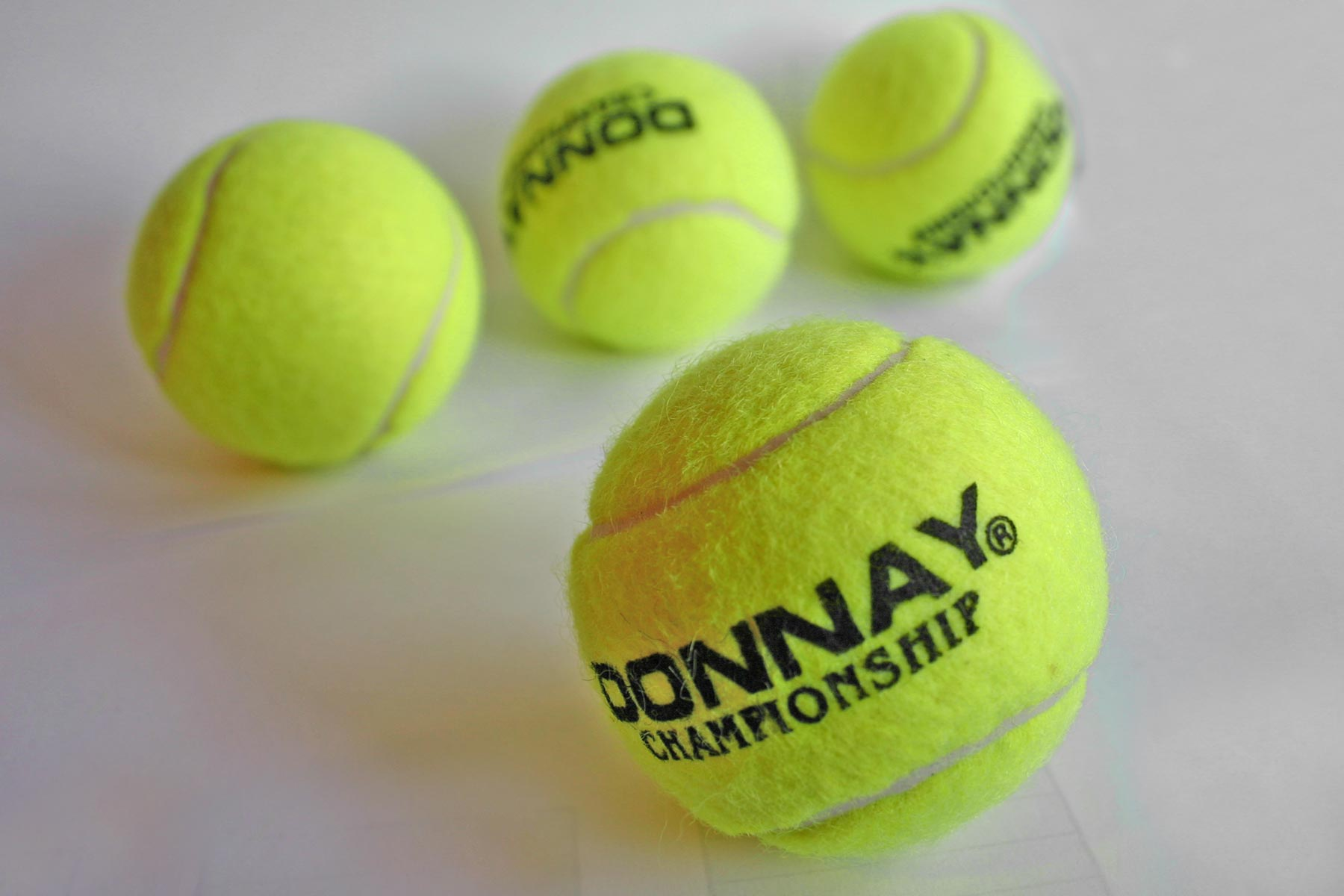
Tennisbollar av märket Donnay

Donnay är ett internationellt företag som tillverkar olika typer av sportutrustningar. Mest känd är produktionen av golfutrustning, tennisbollar och tidigare också tennisracketar. 
Donnay bildades 1910 som ett kooperativ i den belgiska staden Couvin i Vallonien  ursprungligen för produktion av olika träföremål, huvudsakligen trähandtag. Så småningom började man tillverka tennisracketar med ramar av trä. Tillverkningen av dessa blev en stor framgång och under 1970-, och 1980-talen var firman världens största tillverkare av racketar. Framför allt genom kontrakt med den svenske tennisspelaren Björn Borg under 1970-talet blev märket känt genom rackettyperna Donnay Allwood (1975) och Donnay Borg Pro (1980).
I samband med introduktionen av nya material under de första åren av 1980-talet för tillverkning av racketar började Donnay tappa marknadsandelar. Trots att man försökte modernisera sina racketar genom att införa glasfiber och kolfiber (oegentligt "grafit") i träramarna, höll man för länge fast vid träbaserade grundkonstruktioner. Bland racketarna från den perioden märks Donnay Borg Pro Midsize och Donnay Mid 25. När Donnay från 1985 övergick till att tillverka racketar helt av grafit, hade andra märken som Head, Dunlop och Wilson, redan hunnit ta över marknaden. Följden blev att Donnay 1988 gick i konkurs. 
Tillverkningen av racketar och bland annat bollar fortsatte dock i Couvin, från 1988 privatägd av en fransk entreprenör, men också med regionalt stöd. Ett tillfälligt uppsving blev följden av att  Andre Agassi skrev kontrakt med firman och spelade med den moderna grafitracketen Donnay Pro One perioden 1989-1992. En ny ekonomisk kris drabbade Donnay 1993 och 1996 köptes firman upp av brittiska Sports Direct International och tillverkningen i Couvin upphörde. Märkesnamnet Donnay finns fortfarande kvar på engelska racketar och andra sportvaror inklusive golfklubbor och bollar. 
Sommaren 2010 marknadsförs en ny serie om 9 olika racketmodeller med märkesbeteckningen Donnay (Donnay X-Series) avsedda även för professionella spelare. Racketramarna är uppbyggda av XeneCore-komposit, en legering som enligt tillverkaren har 50 % högre elasticitetsmodul (motsvarande cirka 1,5 GPa) än materialet i andra kolfiberkomposit-racketar på marknaden. Ramens profildjup har därför kunnat reduceras till 15 mm (mot drygt 20 mm för andra rackettyper) med bibehållen styvhet och minimal vibrationsbenägenhet. Detta innebär att de nya Donnay-racketarna har det minsta profildjupet bland marknadsförda moderna racketar, i nivå med det som var typiskt för tidigare racketar med träramar.